# John Hamilton-Gordon, 1. Marquess of Aberdeen and Temair

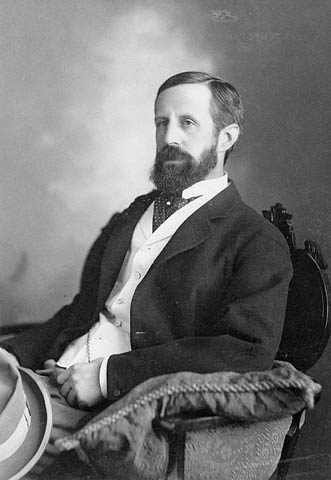
John Campbell Gordon, 1. Mar-
quess of Aberdeen and Temair

John Campbell Hamilton-Gordon, 1. Marquess of Aberdeen and Temair, KT, GCMG, GCVO, PC (* 3. August 1847 in Edinburgh; † 7. März 1934 in Tarland, Aberdeenshire) war ein schottisch-britischer Peer und Politiker.
Er war von 1893 bis 1898 Generalgouverneur von Kanada und für wenige Monate im Jahr 1886 sowie von 1905 bis 1915 Lord Lieutenant of Ireland.

## Leben

### Herkunft und Karriere
Er wurde 1847 als dritter Sohn von George Hamilton-Gordon, 5. Earl of Aberdeen und Lady Mary Baillie in Edinburgh geboren. Er studierte zunächst an der Universität St Andrews und wechselte dann ans University College der Universität Oxford, wo er 1871 den Abschluss eines Bachelor of Arts und 1875 den eines Master of Arts erlangte.
Nachdem 1868 sein zweitgeborener Bruder James und 1870 auch sein ältester Bruder George bei Unfällen ums Leben gekommen waren, erbte er von letzterem dessen Adelswürden als 7. Earl of Aberdeen nebst nachgeordneten Titeln. Er wurde dadurch Mitglied des House of Lords und war im Parlament ein enger Freund und Unterstützer des Premierministers Gladstone.
Im Jahre 1877 heiratete er Ishbel Maria Marjoribanks (1857–1939), eine Tochter von Dudley Marjoribanks, 1. Baron Tweedmouth.
Drei Jahre später übernahm Gordon das Amt des Lord Lieutenant von Aberdeenshire, das er bis zu seinem Tode behielt. 1881 bis 1885 vertrat Gordon (wie 1915 nochmals) als Lord High Commissioner den Monarchen bei der Generalsynode der Church of Scotland. Im Folgejahr wurde er Mitglied des Privy Council und für ein Jahr Lord Lieutenant of Ireland.
Während einer Weltreise, die das Ehepaar unternahm, lernten beide bei einem längeren Aufenthalt Kanada lieben. 1891 wurde eine Ranch in British Columbia erworben.

### Generalgouverneur von Kanada
Von 1893 wurde Gordon als Generalgouverneur von Kanada eingesetzt. Er trat das Amt in einer Zeit des Umbruchs an. Die Canadian Pacific Railway wurde fertiggestellt, im Yukon-Territorium wurde Gold gefunden. Hinzu kamen politische Krisen, die insbesondere das Verhältnis zwischen den beiden Amtssprachen Französisch und Englisch betrafen (→ Manitoba-Schulfrage).
Durch die Art und Weise seiner Amtsführung veränderte sich das Amt des Generalgouverneurs von demjenigen eines Aristokraten, der den britischen Monarchen in Kanada repräsentierte, zu einem Symbol, das alle kanadischen Bürger repräsentierte. Gordon und seine Ehefrau reisten viel durch sämtliche Provinzen des Landes, da sie es als ihre Aufgabe ansahen, möglichst viel Kontakt zu Menschen der unterschiedlichsten sozialen Schichten und Herkünfte aufzubauen. Der Generalgouverneur und Lady Aberdeen waren aktive Wintersportler und feierten in Rideau Hall viele Bälle, Theateraufführungen, an denen sie selbst teilnahmen, und sonstige Veranstaltungen. Lady Aberdeen war daneben auch sozial engagiert, sie gründete 1897 den Victorian Order of Nurses, der noch heute einer der größten Trager der ambulanten Altenpflege in Kanada ist.

### Spätere Jahre
Nach dem Ende seiner Amtszeit 1898 wurde Gordon 1905 wiederum Lord Lieutenant of Ireland, nunmehr jedoch für ein Jahrzehnt. Nach seinem Ausscheiden aus diesem Amt wurde er am 4. Januar 1916 Verdienste zum Marquess of Aberdeen and Temair erhoben. Von 1913 bis 1916 war er auch Lordrektor der Universität St Andrews.
Das Ehepaar hielt bis zu seinem Tode im Jahre 1934 bzw. 1939 eine Reihe von Freundschaften aus seiner Zeit in Kanada aufrecht.

## Orden und Ehrenzeichen
- 1895: Knight Grand Cross des Order of St Michael and St George (GCMG)
- 1906: Knight Companion des Distelordens (KT)
- 1911: Knight Grand Cross des Royal Victorian Order (GCVO)

## Nachkommen
Mit seiner Gattin Ishbel hatte er fünf Kinder:
- George Gordon, 2. Marquess of Aberdeen and Temair (1879–1965);
- Lady Marjorie Adeline Hamilton-Gordon (1880–1970) ⚭ 1904 John Sinclair, 1. Baron Pentland;
- Lady Dorothea Mary Hamilton-Gordon (1882–1882);
- Dudley Gordon, 3. Marquess of Aberdeen and Temair (1883–1972);
- Lord Archibald Ian Hamilton-Gordon (1884–1909).

## Trivia
Sein 36-seitiges Buch „Witze, gerissen von Lord Aberdeen“ erschien erstmals 1929 und es existieren nur noch wenige Exemplare, für die Liebhaber teilweise dreistellige Preise bezahlen. In Großbritannien hat das Buch durch die zum Teil sehr flachen Kalauer einen gewissen Kultstatus bei den Fans erreicht. Neben Fan-Lesungen gibt es Sketche daraus auf Youtube.
2013 kündigte ein Verlag eine Neuauflage des Buches an.